# Fritz Bernhardt (Meteorologe)
Fritz Bernhardt (* 1. Dezember 1897 in Leipzig; † 2. Februar 1982 in Potsdam) war ein deutscher Meteorologe und von 1958 bis 1966 Direktor des Instituts für Großwetterforschung in Potsdam.

## Leben
Bernhardt war der Sohn eines Lithographen. Seine Mutter finanzierte den Lebensunterhalt der Familie nach dem frühen Tod des Vaters als Fabrikarbeiterin. Fritz Bernhardt war zunächst als Telegraphenbeamter beschäftigt und holte nach der Teilnahme am Ersten Weltkrieg 1918 das Abitur nach. Von 1919 bis 1924 studierte er Mathematik, Physik, Meteorologie, Philosophie und Pädagogik an der Universität Leipzig. 1923/24 war er Assistent bei Ludwig Weickmann am Geophysikalischen Institut in Leipzig. 1924 promovierte er am Institut für theoretische Physik in Leipzig bei Theodor Des Coudres. 1927 wurde er Assistent bei Werner Heisenberg, musste das Institut aber aufgrund der wirtschaftlichen Lage verlassen und wechselte nach Ablegung des Staatsexamen in Mathematik und Physik in den Höheren Schuldienst. Auf Veranlassung von Ludwig Weickmann wurde er 1938 als Lehrer an die Reichswetterdienstschule berufen, wo er bis 1944 wirkte.
1950 erhielt Bernhardt eine Anstellung am Meteorologischen Zentralobservatorium des Meteorologischen und Hydrologischen Dienstes der DDR in Potsdam. 1953 wurde er stellvertretender Leiter des neu gegründeten Instituts für Großwetterforschung in Potsdam. Am 1. Januar 1958 wurde er Leiter des Instituts und hatte wesentlichen Einfluss auf die Ausgestaltung des Profils. 1963 wurde er zum Professor ernannt. Bernhardt gehörte dem Herausgebergremium der von der Meteorologischen Gesellschaft der DDR herausgegebenen Zeitschrift für Meteorologie an. 1964 zum Leiter einer im Meteorologischen Dienst der DDR angesiedelten Arbeitsgruppe Grundprinzipien der Theoretischen Meteorologie. 1966 trat er in den Ruhestand. Aus diesem Anlass wurde er mit der Verdienstmedaille der DDR ausgezeichnet. Die Meteorologische Gesellschaft der DDR verlieh ihm 1972 die Reinhard-Süring-Plakette in Gold.

## Werke
- (mit Horst Philipps) Die räumliche und zeitliche Verteilung der Einstrahlung, der Ausstrahlung und der Strahlungsbilanz im Meeresniveau. Berlin: Akademie-Verlag, 1966
- (mit Horst Philipps) Angenäherte Berechnungen der vertikalen, langwelligen Strahlungsströme G und U in Abhängigkeit von einer vorgegebenen vertikalen Feuchteverteilung, einer vorgegebenen vertikalen Kohlensäureverteilung und einer vorgegebenen vertikalen Temperaturverteilung. Berlin: Akademie-Verlag, 1966